# 奧替他明
奧替他明（ INN ），也稱為2-甲基安非他命，是一種屬於安非他命衍生物的兴奋剂药物。在动物药物鉴别测试中，它比3-甲基安非他命或4-甲基安非他命效力更接近地右旋安非他命，儘管測試中相對於右旋安非他命，奧替他明的藥效只有其1/10左右。 

## 合法性
瑞典公共衛生機構於2019年1月18日将奧替他明列为麻醉品。